# Füzesabony (stacja kolejowa)
Füzesabony (węg.: Füzesabony vasútállomás) – węzłowa stacja kolejowa w Füzesabony przy Baross Gábor utca, na Węgrzech.
Budynek stacji z 1893 zaprojektowany przez Pfaffa Ferenca. Według legendy zbyt duży budynek stacji wybudowano myląc stacje Füzesabony i Fiume.

## Linie kolejowe
- Linia kolejowa 80 Budapest – Hatvan – Miskolc – Sátoraljaújhely
- Linia kolejowa 87a Füzesabony – Eger
- Linia kolejowa 108 Füzesabony – Debrecen

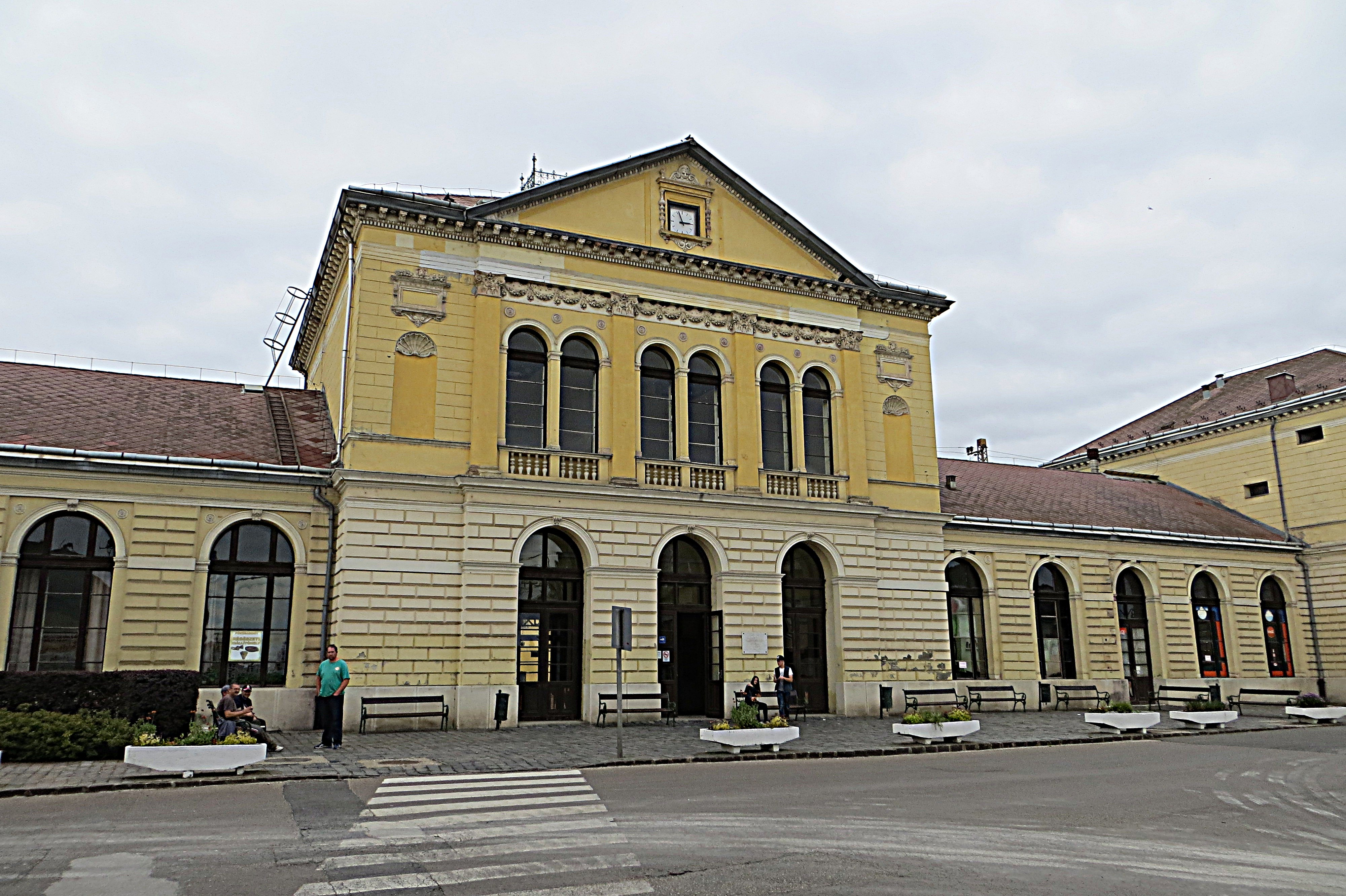
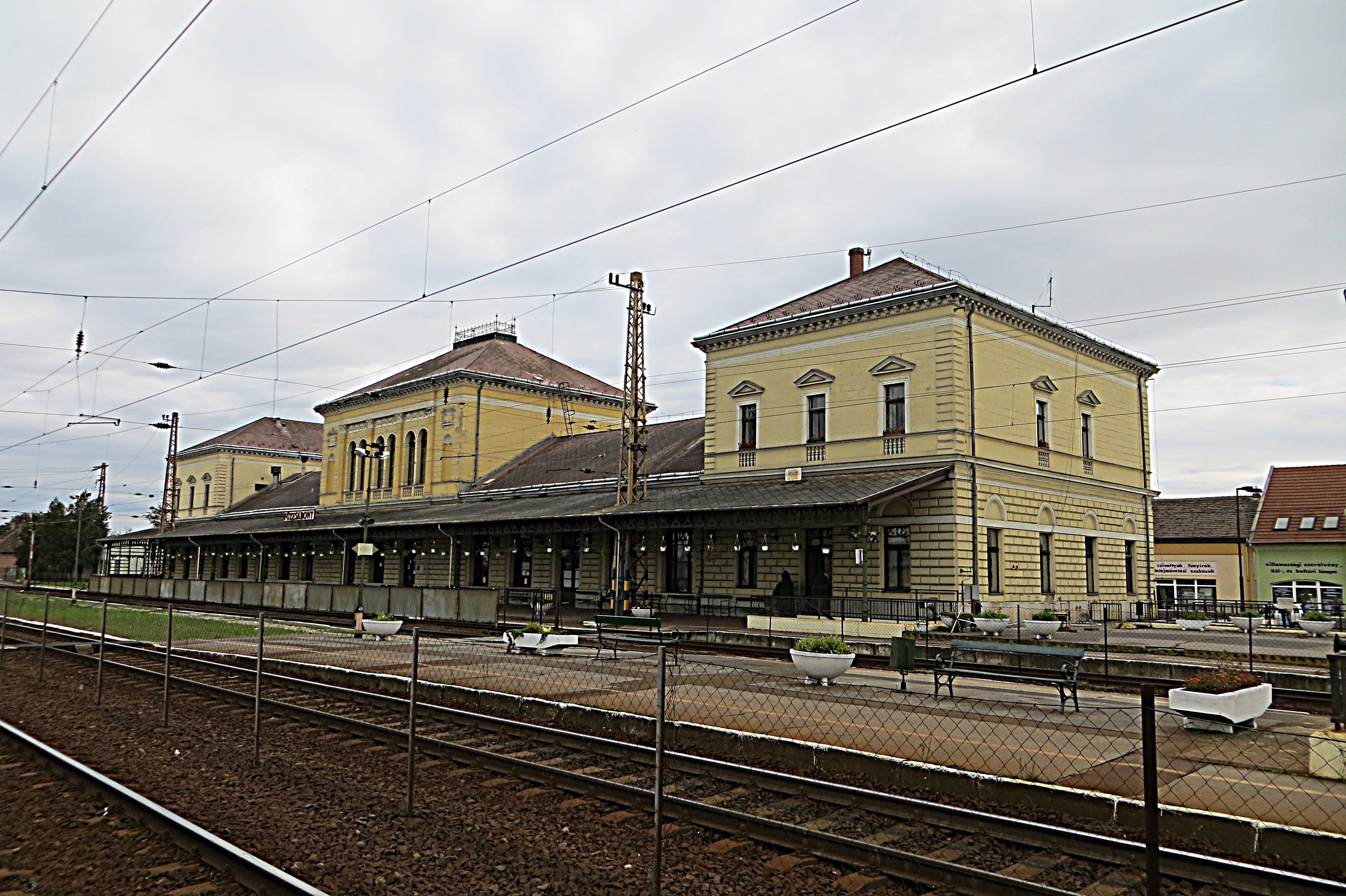
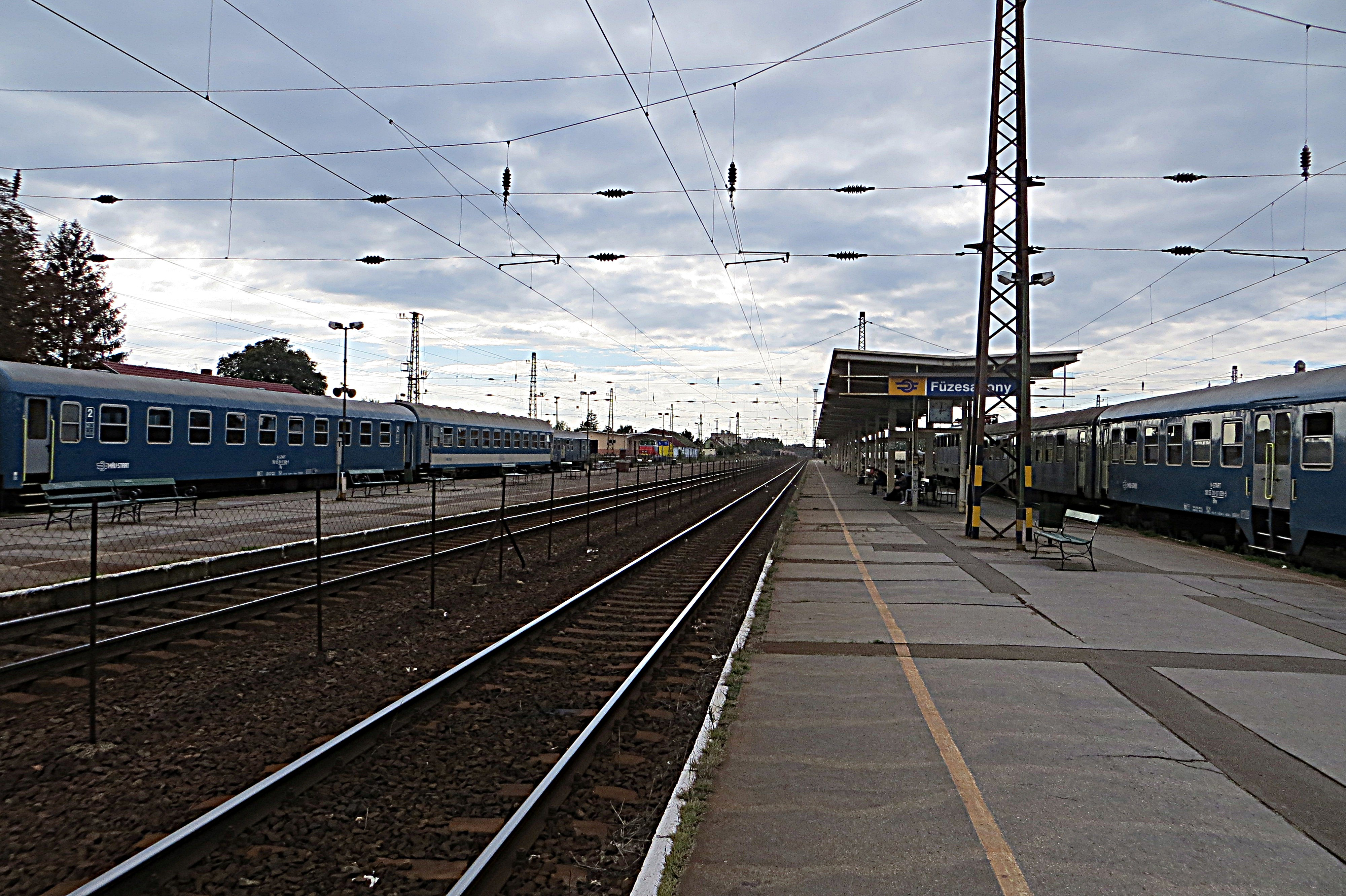
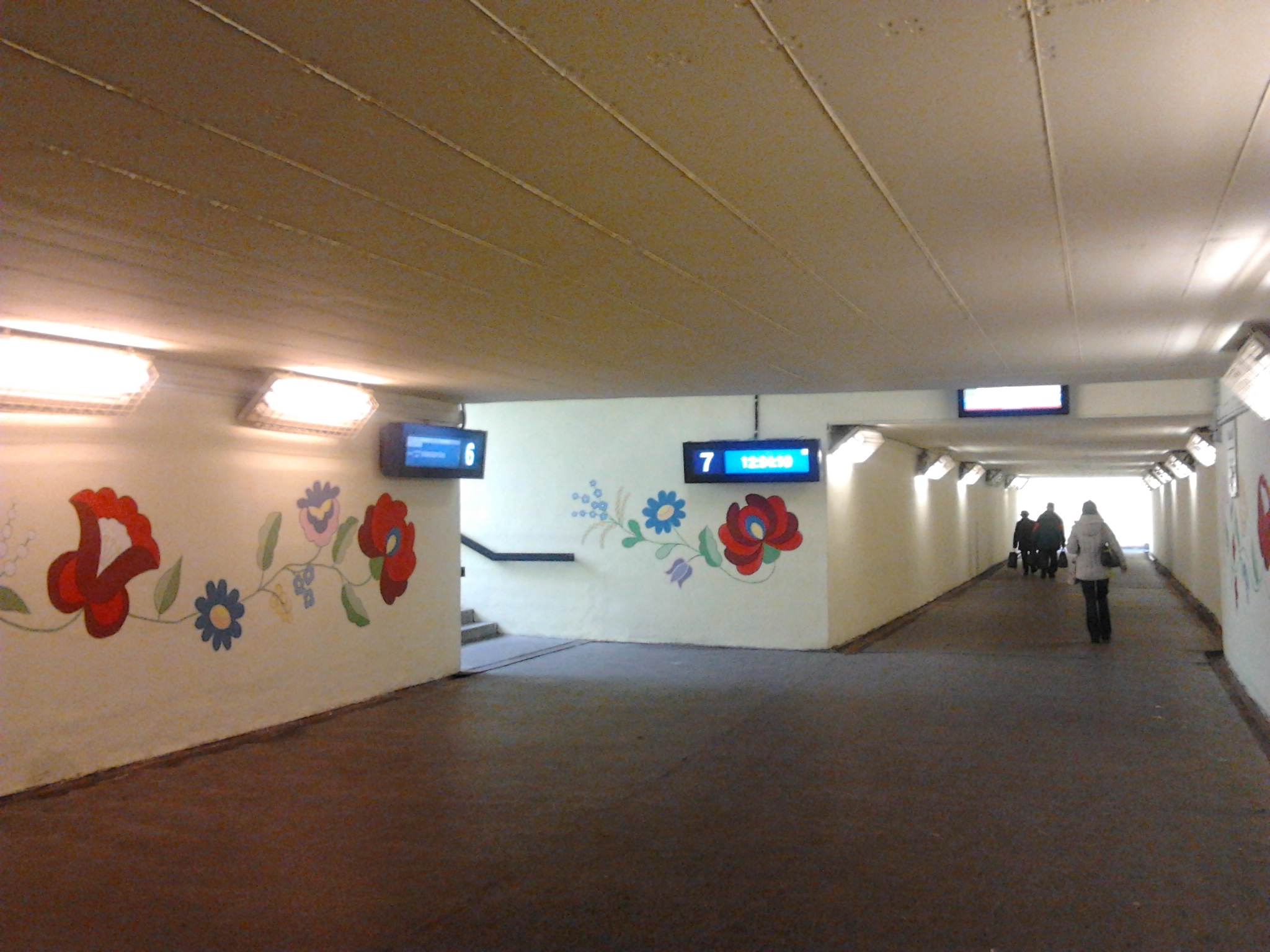

| Füzesabony                                                                   |  |                                 |
| Linia kolejowa 87a Füzesabony – Eger (0,000 km)                              |  |                                 |
|                                                                              |  | Maklár odległość: 7,000 km      |
| Linia kolejowa 80 Budapest – Hatvan – Miskolc – Sátoraljaújhely (125,000 km) |  |                                 |
| Kál-Kápolnaodległość: 12,000 km                                              |  | Szihalom odległość: 6,000 km    |
| Linia 108 Füzesabony – Debrecen (0,000 km)                                   |  |                                 |
|                                                                              |  | Mezőtárkány odległość: 6,000 km |